# 102nd Intelligence Wing
Il 102nd Intelligence Wing è uno stormo crittologico della Massachusetts Air National Guard. Il suo quartier generale è situato presso la Otis Air National Guard Base, in Massachusetts.

## Organizzazione
Attualmente, al settembre 2017, lo stormo controlla:
- 102nd Intelligence, Surveillance and Reconnaissance Group
  -  101st Intelligence, Surveillance and Reconnaissance Squadron
  - 102nd Intelligence Support Squadron
  - 102nd Operations Support Squadron
- 202nd Intelligence, Surveillance and Reconnaissance Group
  - 202nd Intelligence Support Squadron
  - 203rd Intelligence, Surveillance and Reconnaissance Squadron
  - 267th Intelligence, Surveillance and Reconnaissance Squadron
- 102nd Air Operations Group, l'unità affianca il 608th Air Operations Center, Air Force Global Strike Command
  - 102nd Air Communications Squadron
  - 102nd Air Intelligence Squadron
  - 101st Air Operations Squadron
  - 202nd Weather Flight, distaccato presso la Joint Base Cape Cod, Massachusetts
- 102nd Mission Support Group
  - 102nd Civil Engineer Squadron
  - 102nd Security Forces Squadron
  - 102nd Communications Flight
  - 102nd Logistics Readiness Flight
  - 102nd Services Flight
- 102nd Medical Group
- 102nd Comptroller Flight
- 253rd Cyberspace Engineering Installation Group
  - 212th Engineering Installations Squadron